# Пуньцув
Пуньцув (пол. Puńców, нім. Punzau) — село в Польщі, у гміні Ґолешув Цешинського повіту Сілезького воєводства.
Населення — 1594 особи (2011).

## Демографія
Демографічна структура станом на 31 березня 2011 року:
|          | Загалом | Допрацездатний вік | Працездатний вік | Постпрацездатний вік |
| -------- | ------- | ------------------ | ---------------- | -------------------- |
| Чоловіки | 800     | 157                | 562              | 81                   |
| Жінки    | 794     | 139                | 500              | 155                  |
| Разом    | 1594    | 296                | 1062             | 236                  |